# Municipio de Highland (condado de Adams, Pensilvania)
El municipio de Highland (en inglés: Highland Township) es un municipio ubicado en el condado de Adams en el estado estadounidense de Pensilvania. En el año 2000 tenía una población de 825 habitantes y una densidad poblacional de 26.3 personas por km².

## Geografía
El municipio de Highland se encuentra ubicado en las coordenadas 39°48′00″N 77°17′59″O / 39.80000, -77.29972.

## Demografía
Según la Oficina del Censo en 2000 los ingresos medios por hogar en la localidad eran de $50 066 y los ingresos medios por familia eran $55 694. Los hombres tenían unos ingresos medios de $35 188 frente a los $27 500 para las mujeres. La renta per cápita para la localidad era de $21 834. Alrededor del 4,1% de la población estaban por debajo del umbral de pobreza.